# Iberische smaragdhagedis
De Iberische smaragdhagedis (Lacerta schreiberi) is een hagedis uit de familie echte hagedissen (Lacertidae).

## Naam en indeling
De soort wordt ook wel Spaanse smaragdhagedis genoemd. De wetenschappelijke naam van de soort werd voor het eerst voorgesteld door Jacques von Bedriaga in 1878. De soortaanduiding schreiberi is een eerbetoon aan de Oostenrijkse zoöloog Egid Schreiber (1836 - 1913).
Het is een van de halsbandhagedissen uit het geslacht Lacerta.

## Uiterlijke kenmerken
Het is een grotere soort die een lichaamslengte tot ongeveer 30 centimeter kan bereiken exclusief de lange staart. De kopromplengte is dan ongeveer twaalf cm. De hagedis heeft een grote kop en kan ook vrij fors en plomp worden. De soort wordt wel verward met de parelhagedis (Timon lepidus). De Iberische smaragdhagedis heeft geen ondersoorten maar wel kleurvariaties. De meeste vrouwelijke exemplaren hebben een vaalblauwe kop, een groen tot bruin achterlijf en een meestal bruine staart. De rug heeft een fijn, onwillekeurig vlekjespatroon die een zwarte of donkergrijze kleur hebben. Bij de mannetjes geldt hetzelfde, maar de kleuren zijn een stuk feller; met name in de paartijd heeft de man een knalgroene rug en flank en een felblauwe kop. Er zijn echter ook volwassen mannetjes en vrouwtjes die een egaal bruine of grijze kleur hebben. Opvallend is het gedrongen lichaam maar deze soort is niet altijd eenvoudig te onderscheiden van de oostelijke smaragdhagedis (Lacerta viridis), wel is het verspreidingsgebied een stuk kleiner. Deze soort kan in gevangenschap meer dan 10 jaar oud worden.

## Levenswijze
Het voedsel bestaat uit insecten, geleedpotigen en ook jonge hagedissen worden soms gegeten. Een deel van het menu bestaat uit afgevallen rijp fruit. De habitat bestaat uit hagen en struiken, waar ondiepe holen onder worden gegraven, soms wordt weleens een oud konijnenhol bezet. Bij bedreiging vluchten ze naar hun hol of duiken het water in, waar ze zich schuil houden onder stenen. Ze zijn ook in staat om hun staart af te werpen. Een legsel bestaat meestal uit 6 tot 12 eieren die op de bodem worden afgezet.

## Verspreiding en habitat

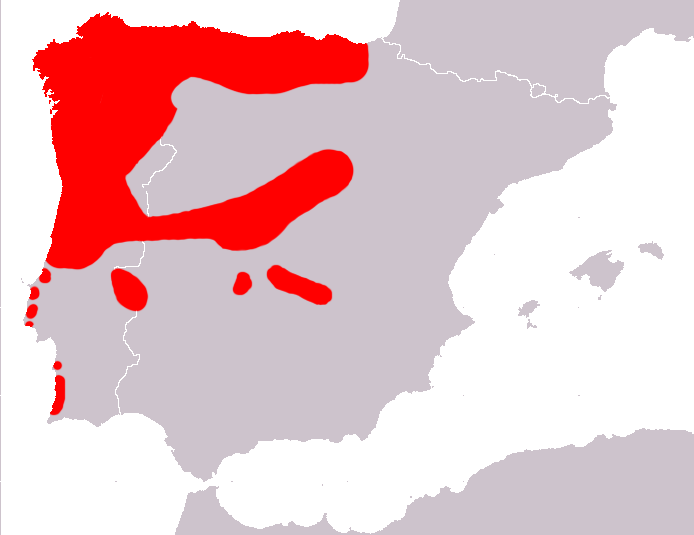
Verspreidingsgebied in rood

De Iberische smaragdhagedis leeft endemisch op het Iberisch Schiereiland en komt voor in het noordwesten van Spanje en het noorden van Portugal. De hagedis kan zowel in laaglanden worden aangetroffen als tot 1500 meter boven de zeespiegel. De delen van Spanje en Portugal waar de hagedis leeft zijn relatief natter dan de overige delen van de landen. Het dier neemt graag een zonnebad in open terreinen, heidevelden of grazige hellingen, in de buurt van beekjes. Vaak houden ze zich op in dichte braamstruiken, waardoor ze moeilijk zijn te vinden.

## Beschermingsstatus
Door de internationale natuurbeschermingsorganisatie IUCN is de beschermingsstatus 'gevoelig' toegewezen (Near Threatened of NT).